# Аванк
Аванк (валл. Afanc) — мифическое существо в валлийской мифологии. По разным источникам выглядело либо как громадный крокодил, либо исполинских размеров бобр. По мифу, Аванк жил в омуте под названием Ллин-ир-Аванк (Llyn yr Afanc) на реке Конви в Северном Уэльсе. Он утаскивал под воду домашний скот.
Аванк время от времени появлялся в заводи Ллин-ир-Аванк. Он утаскивал под воду коров, лошадей, овец и даже людей. Избавиться от него удалось только хитростью. Девушка, которую он любил, убаюкала аванка своими песнями, и он  заснул. Сонного аванка заковали в цепи, и два быка поволокли кровожадное существо прочь от воды. Аванк начал вырываться, но не смог пересилить быков и горестно воскликнул: «Эх, когда бы не быки, Только б вы меня видали!» 
Еще бытует предание о том, что один из рыцарей короля Артура отправился на бой с Адданком - то есть с аванком. Возлюбленная дала ему с собой камень, благодаря которому он мог видеть аванка, сам оставаясь невидимым.  Он проник в пещеру аванка, взял в левую руку камень, что дала ему дама, а в правую - меч. И когда он вошёл, то увидел Адданка и тут же срубил ему голову мечом.